# Deutsches Forschungszentrum für Künstliche Intelligenz

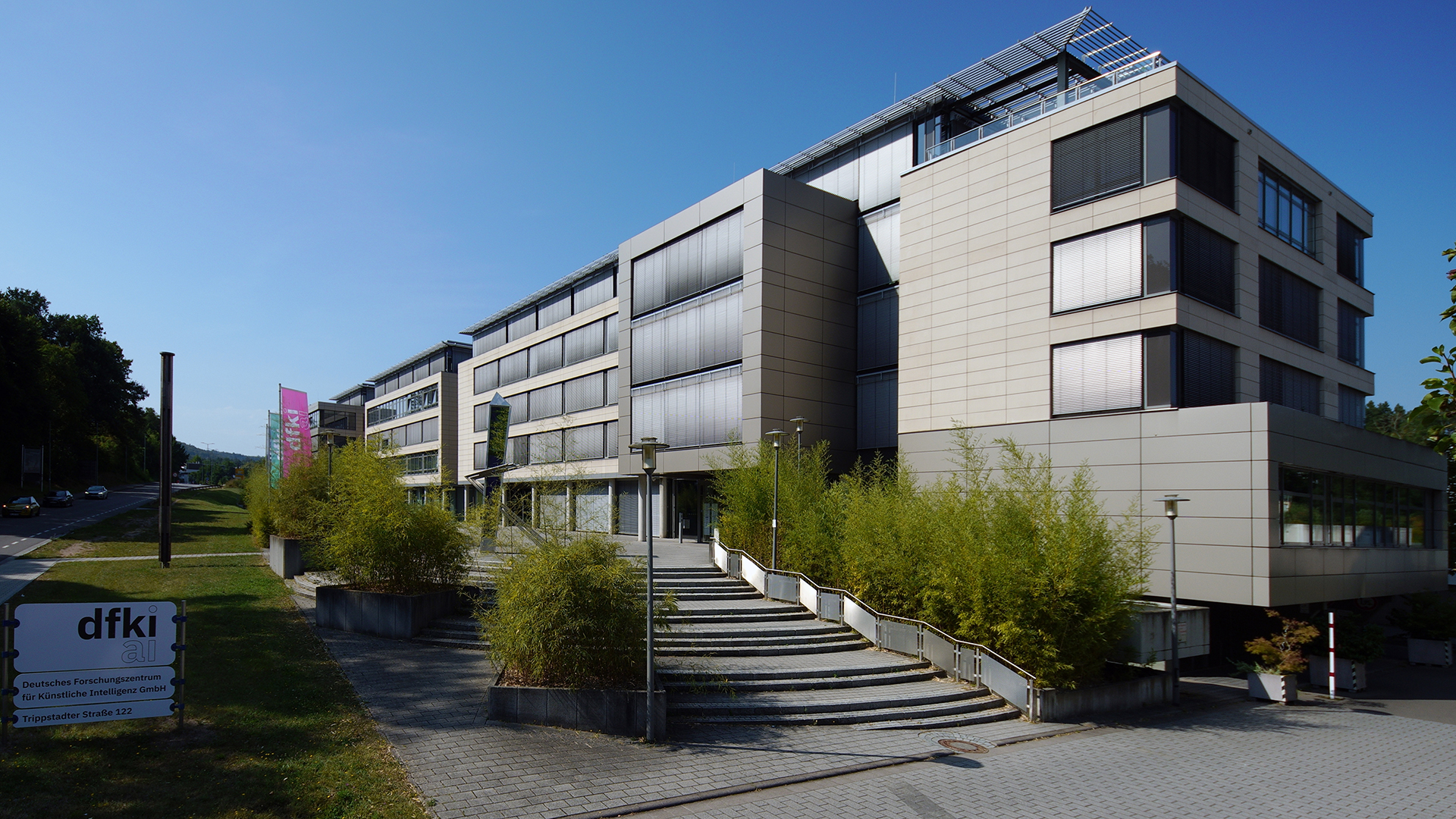
DFKI-Firmensitz in Kaiserslautern

Das Deutsche Forschungszentrum für Künstliche Intelligenz GmbH (DFKI) ist auf dem Gebiet innovativer Softwaretechnologien auf der Basis von Methoden der Künstlichen Intelligenz die führende wirtschaftsnahe Forschungseinrichtung Deutschlands. Es unterhält Standorte in Bremen, Darmstadt, Kaiserslautern, Oldenburg, Osnabrück und Saarbrücken, Labore in Berlin und Lübeck sowie eine Außenstelle in Trier.
In 29 Forschungsbereichen, zehn Kompetenzzentren und acht Living Labs werden ausgehend von anwendungsorientierter Grundlagenforschung Produktfunktionen, Prototypen und patentfähige Lösungen im Bereich der Informations- und Kommunikationstechnologie entwickelt. Die Finanzierung erfolgt über Zuwendungen öffentlicher Fördermittelgeber wie beispielsweise der Europäischen Union, des Bundesministeriums für Bildung und Forschung (BMBF), des Bundesministeriums für Wirtschaft und Klimaschutz (BMWK), der Bundesländer und der Deutschen Forschungsgemeinschaft (DFG) sowie durch Entwicklungsaufträge aus der Industrie. Der Fortschritt öffentlich geförderter Projekte wird zweimal jährlich durch ein internationales Expertengremium (Wissenschaftlicher Beirat) überprüft.
Neben dem Bundesministerium für Bildung und Forschung und den Bundesländern Rheinland-Pfalz, Saarland, Bremen und Niedersachsen sind im DFKI-Aufsichtsrat zahlreiche namhafte deutsche und internationale Hochtechnologie-Unternehmen aus einem breiten Branchenspektrum vertreten. Das erfolgreiche DFKI-Modell einer gemeinnützigen Public-Private Partnership (PPP) gilt national und international als zukunftsweisende Struktur im Bereich der Spitzenforschung.
Das DFKI engagiert sich in zahlreichen Gremien für den Wissenschafts- und Technologiestandort Deutschland und genießt weit über Deutschland hinaus hohes Ansehen in der Ausbildung des wissenschaftlichen Nachwuchses. Derzeit arbeiten etwa 930 hochqualifizierte Angestellte aus Wissenschaft und Verwaltung und rund 630 studentische Mitarbeiterinnen und Mitarbeiter aus über 70 Nationen an über 560 Forschungsprojekten. Das DFKI dient jungen Wissenschaftlerinnen und Wissenschaftlern als Karrieresprungbrett in Führungspositionen in der Industrie oder in die Selbstständigkeit durch Ausgründung von Unternehmen. Mehr als 160 Mitarbeiterinnen und Mitarbeiter wurden im Laufe der Jahre als Professorinnen und Professoren auf Lehrstühle an Universitäten und Hochschulen im In- und Ausland berufen.

## Geschichte
Das Forschungszentrum wurde 1988 als gemeinnützige Public-Private Partnership an den Standorten Kaiserslautern und Saarbrücken gegründet. Erster technisch-wissenschaftlicher Geschäftsführer war Gerhard Barth. Von 1997 bis Januar 2019 stand es unter der Leitung von Wolfgang Wahlster. Seit dem 7. November 2019 wird das DFKI von Antonio Krüger geleitet, der die vorherige Leiterin Jana Koehler abgelöst hat. Die Forschungsschwerpunkte liegen u. a. in den Bereichen Mensch-Computer-Interaktion, Wissensmanagement, Intelligente Analytik für Massendaten, Cyber-Physical Systems, Robotik, Innovative Umgebungen für den Einzelhandel, Wirtschaftsinformatik, Eingebettete Intelligenz, Multi-Agententechnologie, Simulierte Realität, Erweiterte Realität, Sprachtechnologie und Innovative Fabriksysteme. Ohne staatliche Grundfinanzierung, also durch reine Auftrags- und Projektforschung, hat sich das DFKI nach mehr als 35 Jahren zum weltweit größten Zentrum für Künstliche-Intelligenz-Forschung mit mehr als 1500 Mitarbeiterinnen und Mitarbeitern entwickelt. Seit 1998 sind aus dem DFKI mehr als 90 Spin-off-Unternehmen mit circa 3200 Arbeitsplätzen hervorgegangen.
Das DFKI war federführend im ambitionierten Verbmobil-Projekt (1993–2000) für sprecherunabhängige maschinelle Übersetzung von Spontansprache zwischen Deutsch, Englisch und Japanisch. Ende Januar 2011 gab das Deutsch-Österreichische Büro des World Wide Web Consortiums (W3C) seinen Umzug an das DFKI bekannt.

## Gliederung
Der Firmensitz befindet sich in Kaiserslautern. Die Unternehmensleitung besteht aus den beiden Geschäftsführern und den Standortleitern von Bremen, Kaiserslautern, Oldenburg/Osnabrück und Saarbrücken.
Folgende Forschungsbereiche sind an den jeweiligen Standorten und der Außenstelle in Trier ansässig:

### Berlin
- Design Research eXplorations (Gesche Joost)
- Educational Technology Lab (Niels Pinkwart)
- Intelligente Analytik für Massendaten (Volker Markl)
- Kognitive Assistenzsysteme (Antonio Krüger)
- Speech and Language Technology (Sebastian Möller)

### Bremen
- Cyber-Physical Systems (Rolf Drechsler)
- Robotics Innovation Center (Frank Kirchner (Informatiker))

### Darmstadt
- Grundlagen der Systemischen KI (Kristian Kersting)
- Systemische KI für Entscheidungsunterstützung (Carsten Binnig)
- Systemische KI für Lernende Roboter (Jan Peters (Informatiker))

### Kaiserslautern
- Data Science und ihre Anwendungen (Sebastian Vollmer)
- Eingebettete Intelligenz (Paul Lukowicz)
- Erweiterte Realität/Augmented Vision (Didier Stricker)
- Innovative Fabriksysteme (Martin Ruskowski)
- Intelligente Netze (Hans Dieter Schotten)
- Smarte Daten und Wissensdienste (Andreas Dengel)

### Lübeck
- KI für Assistive Gesundheitstechnologien (Marcin Grzegorzek)
- KI in der medizinischen Bild- und Signalverarbeitung (Heinz Handels)

### Oldenburg
- Interactive Machine Learning (Daniel Sonntag)
- Marine Perception (Frederic Theodor Stahl)

### Osnabrück
- Kooperative und Autonome Systeme (Martin Atzmüller)
- Smart Enterprise Engineering (Oliver Thomas (Wirtschaftsinformatiker))

### Saarbrücken
- Agenten und Simulierte Realität (Philipp Slusallek)
- Institut für Wirtschaftsinformatik (Peter Loos (Wirtschaftsinformatiker))
- Kognitive Assistenzsysteme (Antonio Krüger)
- Neuro-Mechanistische Modellierung (Verena Wolf)
- Smart Service Engineering (Wolfgang Maaß)
- Sprachtechnologie und Multilingualität (Josef van Genabith)

### Trier
- Erfahrungsbasierte Lernende Systeme (Ralph Bergmann (Informatiker))
- Kognitive Sozialsimulation (Ingo Timm)

Das DFKI betreibt standortübergreifende Kompetenzzentren zu diesen Forschungsfeldern:
- Ambient Assisted Living (AAL)
- Autonomes Fahren (CC AD)
- Deep Learning (DL)
- Emergency Response & Recovery Management
- Generative KI
- KI für Umwelt und Nachhaltigkeit (DFKI4planet)
- Semantisches Web (SW)
- Sichere Systeme
- Smart Agriculture Technologies (SaAT)
- Wearable AI

Folgende Forschungslabore (Living Labs) sind zudem an unterschiedlichen Standorten aktiv:
- Advanced Driver Assistance Systems Living Laboratory (ADAS-Lab)
- Bremen Ambient Assisted Living Laboratory (BAALL)
- Immersive Quantified Learning Laboratory (iQL)
- Innovative Retail Laboratory (IRL)
- Robotics Exploration Laboratory
- SmartFactory Laboratory
- SmartCity Living Laboratory (SCLL)
- Smart Office Space Living Laboratory

## Auszeichnungen
- 2006 – 2015, 2018 und 2019 waren verschiedene Standorte des DFKI „Ausgewählte Orte“[4] im Rahmen der Standortinitiative der Bundesregierung und der Deutschen Wirtschaft „Deutschland Land der Ideen“.
- 2009, 2010, 2011, 2013, 2016, 2017, 2019, 2021, 2022, 2023,  2024 und 2025 holte das RoboCup-Team B-Human bei der Weltmeisterschaft im Roboterfußball den Weltmeister-Titel in der Standard Platform League.
- 2011 erhielt das DFKI Kaiserslautern den mit 100.000 Dollar dotierten „Google Research Award“ für sein neues Projekt zur Interaktion mit Personen und Objekten in digitalen Videos.[5]
- 2011 erhielt das Unterwasserfahrzeug Avalon des Studententeams der Universität Bremen und des Deutschen Forschungszentrums für Künstliche Intelligenz (DFKI) im italienischen La Spezia den 3. Platz beim „Student Autonomous Underwater Challenge – Europe“. Das Team trat gegen neun Teams aus England, Spanien, Frankreich und Schottland an. Das Team arbeitet unter Leitung von Frank Kirchner.
- 2013 gewann das am DFKI Saarbrücken entwickelte „Display as a Service (DaaS)“ den CeBIT Innovation Award. Dieser Preis wurde im Rahmen der CeBIT 2013 vom Bundesministerium für Bildung und Forschung und von der Deutschen Messe AG erstmals für herausragende Entwicklungen in den Bereichen Design, Nutzerfreundlichkeit und Mensch-Maschine-Interaktionen vergeben. Das ermöglicht die kabellose Vernetzung von Datenspeichern und Ausgabebildschirmen jeglicher Art.
- 2020 belegte das Institut für Wirtschaftsinformatik am DFKI den 1. Platz beim Science Dialog[6] unter der Schirmherrschaft des Bundesministeriums des Innern, für Bau und Heimat.

## Fellowship
Das DFKI ernennt, angelehnt an das Verfahren für die Besetzung einer W2-Professur an einer Universität, ausgewählte Mitarbeiter für herausragende wissenschaftliche Leistungen und besondere Leistungen im Technologietransfer zu DFKI Research Fellows.

## Logo

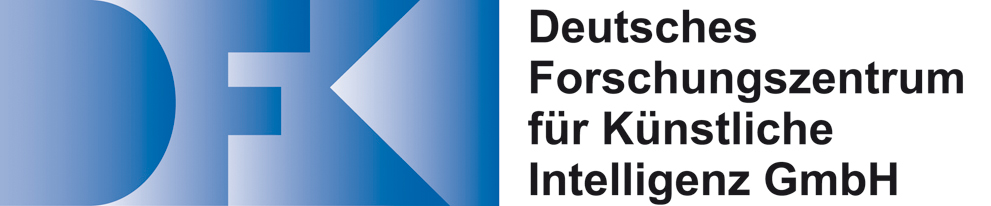
Bis 2023
Seit 2023